# Encarsia pseudococci
Encarsia pseudococci är en stekelart som först beskrevs av Agarwal 1964.  Encarsia pseudococci ingår i släktet Encarsia och familjen växtlussteklar. Inga underarter finns listade i Catalogue of Life.